# Policija
Policíja (iz srednjeveške latinske policia 'državna uprava, oblast') je vladna organizacija, ki jo država pooblasti za zagotavljanje varnosti ob spoštovanju zakonov, premoženja, preprečuje, odkriva in preiskuje prekrške ter kazniva dejanja, vzdržuje javni red in mir, nadzoruje državno mejo, ureja in nadzira cestni promet ter izvaja druge zakonsko določene naloge znotraj državnih meja. Njihove pristojnosti vključujejo aretacijo in uporabo sile, ki jo država upraviči z monopolom nad nasiljem (znanim tudi kot »monopol zakonite uporabe fizične sile«). Izraz je najpogosteje povezan s policijskimi silami države, ki so pooblaščene za izvajanje policijskih akcij te države znotraj določenega pravnega ali teritorialnega območja. Policijske sile so pogosto ločeno opredeljene od vojaških in drugih organizacij, ki sodelujejo v obrambi države pred tujimi napadi; vendar so žandarmerije vojaške enote, zadolžene za opravljanje splošnih policijskih dolžnosti. Policija je služba javnega sektorja, ki se financira z davki.
Policijska služba v svoje delo vključuje vrsto dejavnosti, ki so uporabljene v različnih situacijah. Poleg kaznovanja skrbijo tudi za ohranjanje reda in miru. Takšne organizacije so se pričele pojavljati v koncu 18. in v začetku 19. stoletja. Razvijale so se v okviru ohranjanja družbenega razreda in zaščite zasebne lastnine. Policije so tako postale prisotne v vseh sodobnih družbah. Kljub temu pa je njihova vloga lahko večkrat sporna, saj so lahko v različni meri vpleteni v korupcijo, policijsko brutalnost in uveljavljanje avtoritarnega vladanja.
Na besedo »policija« se lahko navezujejo tudi: policijska organizacija, policijska služba, orožništvo, žandarmerija, preprečevanje kriminala, zaščitna služba, organ pregona, in mejna kontrola. Člani policije so lahko: policisti, pripadniki vojske, oficirji, inšpektorji, redarji, mirovniki ali mejna straža. 
Beseda "policija" ali njene izpeljanke lahko zasledimo po celem svetu v mnogih neangleško govorečih državah. Izjema je Irska, ki se od drugih angleško govorečih držav razlikuje po izrazih v irskem jeziku Garda (ednina) in Gardaí (množina) tako za nacionalno policijo kot za njene pripadnike. V nekaterih državah je policija znana tudi kot stražništvo; evropske socialistične države pa so imele milico. 
Sama beseda je francoskega izvora iz 18. stoletja, ki je nastala iz grške besede politeia (vlada, organizacija).
Za policiste obstajajo številni žargonski izrazi. Nekateri izrazi za policiste so stari desetletja ali celo stoletja, ki pa so s časoma že izgubili svoj pomen. Eden najstarejših, "cop", je v veliki meri izgubil svoj pomen in postal pogost pogovorni izraz, ki ga uporablja javnost kot tudi policisti.

## Etimologija
Beseda policija je bila prvič potrjena v angleščini v začetku 15. stoletja, sprva v različnih pomenih, ki zajemajo "(javno) politiko; državo; javni red ", beseda pilicija izvira iz srednjefrancoske policije ("javni red, uprava, vlada"), prevedeno iz latinske politia, kar je latinizacija grškega πολιτεία (politeia), "državljanstvo, uprava, politika". To izhaja iz πόλις (polis), "mesto".

## Zgodovina

### Policija v zgodovini
Zakoni so se v starodavni Kitajski izvajali že tisoče let, odkar se je razvilo kraljestvo Chu in Jin v pomladnem in jesenskem (zgodovisnkem) obdobju. V kraljestvu »Jin« je bilo po državi razporejenih na ducate tako imenovaih »prefektov«, vsak z določenimi pooblastili in določenim obdobjem zaposlitve. Za to delo so jih pooblastili takratni lokalni sodniki, ki so delovali pod imenom višjih oblasti kot so guvernerji. Za to delo jih je imenoval cesar, saj so samo tako lahko nadzirali upoštevanje zakona. Vsak takratni prefekt, je imel pod seboj "podprefekta", ki so tako skupaj opravljali nadzor po določenih območjih. Nekateri prefekti so bili odgovorni za vodenje preiskav, podobno kot sodobni policijski detektivi. Prefekti so lahko bile tudi ženske. Državljani so lahko prijavljali različne prekrške zoper njih kot so na primer ropi. Koncept "prefekturnega sistema" se je razširil tudi na druge kulture, kot sta Koreja in Japonska.
V Babiloniji so bile takšne naloge sprva zaupane posameznikom, ki so imeli vojaško zgodovino ali pa cesarskim magnatom, ki so vladali v starobabilonskem obdobju. Sčasoma pa so bila takšna pooblastila prenesena na častnike, znane kot paqūdus, ki so bili prisotni v mestih in na podeželskih naseljih. Paqūdu je bil odgovoren za preiskovanje kaznivih dejanj in izvajanje aretacij.
V starem Egiptu so dokazi o zakonskih uveljavitvah obstajali že v obdobju starega kraljestva. Obstajajo zapisi imenovani "sodnik policije", iz četrte dinastije. Med peto dinastijo ob koncu starega kraljestva so za nadzor zakonov bili odgovorni častniki, ki so bili oboroženi z lesenimi palicami, zadolženi za prijemanje zločincev ter varovanje javnih mest kot so trgi, templji in parki. Znano je, da so pri straženju in lovljenju kriminalcev uporabljali izurjene opice, pavijane in pse. Po propadu starega kraljestva, se je uvedlo prvo vmesno obdobje Egipta, za katerega se domneva, da je vladanje delovalo po podobnem sistemu. V tem obdobju so bili najeti beduini, da varujejo meje in ščitijo trgovske potnike. V obdobju srednjega kraljestva je bila ustanovljena poklicna policija s posebnim poudarkom na izvrševanju zakona, v nasprotju s prejšnjo neformalno ureditvijo uporabe bojevnikov. V obdobju novo egipčanskega kraljestva, pa se je policija nadalje preoblikovala. Policisti so postali zasliševalci, tožilci in sodni izvršitelji. Postali so odgovorni za izvrševanje kazni, ki so jih izrekli sodniki. Poleg tega so bile ustanovljene posebne enote policistov, izurjene za duhovnike, ki so bile odgovorne za varovanje templjev in grobnic ter za preprečevanje neprimernega vedenja na festivalih ali nepravilnega spoštovanja verskih obredov med bogoslužji. Druge policijske enote so bile zadolžene za varovanje različnih prikolic, varovanje mejnih prehodov, zaščito kraljevskih nekropol, varovanje sužnjev pri delu ali med prevozom, patruljiranje reke Nil in varovanje upravnih zgradb. Policija v Egiptu ni varovala podeželskih skupnosti, ki so pogosto same skrbele za svoje pravosodne težave tako, da so se obračale na vaške starešine, vendar je bilo med njimi veliko policistov za izvrševanje državnih zakonov.
V antični Grčiji so za policiste uporabljali različne vojake. V Atenah je bila skupina 300 skitskih sužnjev (ῥαβδοῦχοι, "nosilci palic") odgovorna za varovanje javnih sestankov, da bi se ohranil red in nadzor množic, pomagala pa jim je tudi pri obravnavi zločincev, ravnanju z zaporniki in aretacijah. Druge naloge, povezane s sodobnim redarstvom, na primer preiskovanje kaznivih dejanj, so bile prepuščene državljanom. V Sparti je obstajala tajna policija imenovana kripteja, ki je nadzorovala prebivalstvo helotov ali sužnjev.
V Rimskem cesarstvu je varnost sprva name policijske organizacije zagotavljala vojska. Za dodatno varnost so mesta najela lokalne čuvaje. Sodniki, kot so davčni prokuristi in kvestorji, so preiskovali kazniva dejanja. Pojma javnega pregona v tistem času niso poznali, zato so se morale žrtve kaznivih dejanj same ukvarjati z ukrepi in tožilstvom. V času Avgustove vladavine, ko je glavno mesto naraslo na skoraj milijon prebivalcev, je bilo ustvarjenih 14 oddelkov; oddelke je varovalo sedem skupin s 1.000 možmi, imenovanimi "budni", ki so delovali kot gasilci in nočni stražarji. Njihove naloge so vključevale prijemanje tatov in roparjev, ujetje pobeglih sužnjev, nočno varovanje pokopališč in preprečevanja motenja miru. Budniki so se v prvi vrsti ukvarjali z manjšimi zločini, med tem ko so bili za večje zločine in izgrede odgovorni mestne kohorte in pretorijanska straža. Budniki pa so v teh primerih igrali stransko vlogo.
Uporaba zakonov je obstajala tudi v različnih kraljestvih in imperijih starodavne Indije. Apastamba Dharmasutra je predpisoval, da naj kralji imenujejo častnike in njim podrejene v mestih in vaseh, da svoje podložnike zaščitijo pred zločini. Različni napisi in literatura iz starodavne Indije kažejo, da so policisti imeli različne vloge, kot so nadzorniki, lovilci tatov, čuvaji in detektivi.
Perzijsko cesarstvo je imelo dobro organizirane policijske sile. Policija je obstajala na vseh pomembnih krajih. V mestih je bil vsak oddelek pod poveljstvom policijskega nadzornika, znanega kot Kuipan, ki naj bi zapovedoval implicitno poslušnost svojih podrejenih. Policisti so delovali tudi kot tožilci in izvajali kazni, ki jih je naložilo sodišče. Poznati so morali sodni postopek za obravnavanje primerov in obravnavanje obtožb.
V zgodovini Izraela in Judih so v urbanih območjih obstajali uradniki, ki so bili dolžni izvajati nadzore nad ljudmi, varovati kraljevo osebo, nadzorovati javna dela in izvrševati ukaze sodišč. V hebrejski Bibliji so večkrat omenjeni in ta sistem je trajal vse do rimske vladavine. Judovski zgodovinar iz prvega stoletja z imenom Jožef je poročal, da je imel vsak sodnik dva takšna častnika pod svojim poveljstvom. Za to vlogo so imeli prednost leviti. Mesta in vasi so imela tudi nočne straže. Poleg mestnih častnikov so bili častniki za vsako pleme. V templju v Jeruzalemu je bila vzpostavljena posebna policijska straža. Talmud omenja tudi različne lokalne policijske uradnike v judovskih skupnostih Izraela in Babilona, ki so nadzorovali gospodarske dejavnosti. Njihovi grško zveneči naslovi kažejo, da so bile vloge uvedene pod helenskim vplivom. Večina teh uradnikov je bila pooblaščena od lokalnih sodišč, njihove plače pa so črpali iz mestne blagajne. Talmud omenja tudi oborožene mestne stražarje na konjih v predmestjih.
V mnogih področjih predkolonialne Afrike, zlasti v Zahodni in Srednji Afriki, so se kot uveljevalci zakona pojaviljale cehovske tajne družbe. Ker ni bilo sodnega sistema ali pisnega pravnega zakonika, so izvajali policijske dejavnosti, pri čemer so uporabljali različne stopnje prisile za uveljavljanje reda in odvračanje od nesocialnega vedenja. V starodavni Etiopiji so oboroženi nosilci plemstva izvajali zakon na podeželju v skladu z voljo svojih voditeljev. V imperiju Songhai so bili uradniki, znani kot assara-munidios, ali "izvršitelji", ki so delovali kot policija.
Tudi predkolumbijske mezoamariške civilizacije so uveljavljale zakone. Mesta Majev so imele policiste, znane kot tupils, kot tudi sodne izvršitelje. V Azteškem cesarstvu so sodniki imeli podrejene častnike, ki so bili pooblaščeni za aretacije. V imperiju Inkov so imeli častnike, ki so jih imenovali curaca. Skupaj z inšpektorji, znanimi kot tokoyrikoq ("tisti, ki vidi vse") so izvrševali nadzor zakona v gospodarstvu, ki jim je bil dodeljen, da bi ohranili red.

## Policija po državah
Policijske sile so običajno organizirane in financirane s strani vlade. Organizacija se razlikuje od države do države. Nekatere države imajo policijske enote, ki delujejo na celotnem ozemlju države, pri čemer je njihova pristojnost odvisna od vrste kaznivega dejanja ali drugih okoliščin. Druge države, kot so npr. Avstrija, Čile, Izrael, Nova Zelandija, Filipini, Južna Afrika in Švedska, pa imajo enotno nacionalno policijo.
V nekaterih državah imajo več različnih nacionalnih policijskih enot. V Franciji tako na istem ozemlju delujeta Police nationale in Gendarmerie nationale. Francoski policijski sistem se je razširil tudi v druge države skozi napoleonske vojne in francoski kolonialni imperij. Tak primer sta Policía Nacional in Guardia Civil v Španiji. V Franciji in Španiji civilna sila podpira urbana območja in politiko podeželja na podeželskih območjih. Italija ima podoben dogovor s Polizia di Stato in Carabinieri. Nekatere države imajo ločene agencije za uniformirane policiste in detektive, kot so vojaška policija in civilna policija v Braziliji ter Carabineros in policija za preiskave v Čilu.
Druge države imajo podnacionalne policijske enote, vendar se njihove jurisdikcije večinoma ne prekrivajo. V mnogih državah, zlasti zvezah, lahko obstajajo dve ali več policijskih sil, od katerih vsaka služi različnim nivojem vlade in uveljavlja različne podlage zakona. V Avstraliji in Nemčiji večino policijskega dela izvajajo državne (tj. pokrajinske) policijske sile, ki jih dopolnjuje zvezna policija. Čeprav ni zveza, ima Združeno kraljestvo podobno ureditev, kjer je za red in varnost v prvi vrsti odgovorna regionalna policija, na nacionalni ravni pa obstajajo specializirane enote. V Kanadi je zvezna policija Royal Canadian Mounted Police (RCMP), občine pa se lahko odločijo, ali bodo vodile lokalno policijsko službo. Večina urbanih območij ima lokalno policijsko službo, večina podeželskih območij pa RCMP ali pokrajinsko policijo v Ontariju in Quebecu.
Združene države Amerike imajo zelo decentraliziran in razdrobljen sistem kazenskega pregona, saj imajo več kot 17.000 državnih in lokalnih organov pregona. Ti vključujejo lokalno policijo, okrožno policijo (pogosto v obliki šerifovega urada), državno policijo in zvezne agencije za pregon. Zvezne agencije, kot je FBI, imajo jurisdikcijo nad zveznimi zločini ali tistimi, ki vključujejo več kot eno državo. Druge zvezne agencije so pristojne za določeno vrsto kaznivih dejanj. Primeri vključujejo zvezno zaščitno službo, ki patruljira in ščiti vladne zgradbe; poštne policije, ki ščitijo poštne zgradbe, vozila in predmete; Park policije, ki varuje nacionalne parke; in policijo Amtrak, ki patruljira postaje Amtrak in vlake. Obstajajo tudi nekatere vladne agencije, ki opravljajo poleg policijskih del tudi druge dolžnosti, npr. obalna straža.

### Začetki policije
V srednjeveški Španiji so bili Santas Hermandades ali tako imenovano "sveto bratstvo", mirovna združenja oboroženih posameznikov v Kastiliji. Ker srednjeveški španski kralji pogosto niso mogli zagotoviti ustrezne zaščite, so se v dvanajstem stoletju začele pojavljati zaščitne občinske skupine proti razbojnikom in drugim podeželskim zločincem ter proti nezakonitemu plemstvu.
Te organizacije naj bi bile začasne, vendar so postale dolgoletna stalnica Španije. Prvi zabeleženi primer nastanka hermandada se je zgodil, ko so se mesta in kmečko prebivalstvo na severu združili, da bi nadzorovali romarsko cesto do Santiaga de Compostela v Galiciji in zaščitili romarje pred roparskimi vitezi.
Skozi srednji vek so takšna zavezništva pogosto tvorila združenja mest za zaščito cest, ki so jih povezovale in so bila občasno razširjena v politične namene. Med najmočnejšimi je bila skupina severnokastiljskih in baskovskih pristanišč, Hermandad de las marismas: Toledo, Talavera in Villarreal.
Ferdinand II. Aragonski in Isabella I. Kastiljska sta kot eno svojih prvih dejanj po koncu kastilske vojne za naslednjištvo leta 1479 ustanovila centralno organizirano in učinkovito Sveto bratovščino kot nacionalno policijsko silo. Obstoječe bratstvo so prilagodili namenu splošne policije, ki je delovala pod uradniki, ki so jih sami imenovali in so bili obdarjeni z velikimi pooblastili za določene pristojnosti tudi v kapitalskih zadevah. Prvotna bratstva so še naprej služila kot lokalne policijske enote do njihovega dokončnega zatertja leta 1835.
Nemška sodišča Vehmic so zagotavljala nekaj nadzora v odsotnosti močnih državnih institucij. Taka sodišča so imela predsednika, ki je vodil sejo in sodnike porotnike, ki so razsojali in izvajali naloge nadzora zakonov. Med nalogami, ki so jih imeli sodniški porotniki, so bila uradna opozorila znanim povzročiteljem težav, izdaja nalog in izvajanje usmrtitev.
V srednjeveških islamskih kalifatih je bila policija znana kot "Shurta". Organi, imenovani "Shurta", so obstajali morda že v času Osmanskega kalifata. Znan je v Abasidskem in Umajadskem kalifatu. Njihove primarne vloge so bile, da delujejo kot policija in notranje varnostne sile, lahko pa jih uporabljajo tudi za druge naloge, kot so carina in davčna uprava, zbiranje smeti in stražanje guvernerjev. Od 10. stoletja je pomen Shurte upadal, ko je vojska prevzela notranje varnostne naloge, medtem ko so mesta postala bolj avtonomna in lokalno reševala svoje policijske potrebe, na primer z najemom stražarjev. Poleg tega so bili uradniki, imenovani muhtasibi, odgovorni za nadzor bazarjev (tržnic) in gospodarskih dejavnosti v srednjeveškem islamskem svetu.
V Franciji sta bila v srednjem veku dva velika častnika Francije s policijskima odgovornostma: francoski maršal in francoski veliki policist. Naloge vojaškega francoskega maršala so bile prenesene na maršalov prestol, čigar sila je bila znana kot maršalstvo, ker je njegova oblast na koncu izhajala iz maršala. Maršalstvo sega v stoletno vojno, nekateri zgodovinarji pa ga postavljajo v začetek 12. stoletja. Druga organizacija, Orožništvo (francosko: Connétablie), je bila pod poveljstvom francoskega policista. Orožje je bilo regulirano kot vojaško telo leta 1337. V času Francija I. Francoskega (ki je vladal 1515–1547) je bila Maréchaussée združena z orožjarno. Nastala sila je bila znana tudi pod imenom Maréchaussée ali formalno, Francosko orožništvo in maršalstvo.
Angleški sistem vzdrževanja javnega reda od osvajanja Normanov je bil zasebni sistem desetin, znan kot sistem medsebojnih skupin. Ta sistem je bil uveden pod Alfredom Velikim. Skupnosti so bile razdeljene v skupine po deset družin, imenovane desetine. Vsako od njih pa je nadzoroval glavni desetnik. Vsak vodja gospodinjstva je bil odgovoren za dobro vedenje svoje družine in dobro vedenje drugih članov svoje desetine. Vsak moški, star 12 let ali več, je moral sodelovati v desetini. Člani desetin so bili odgovorni za opozarjanje tako imenovanega "odtenka in joka" ob opaženem ali izvedenem kaznivem dejanju, moški njegove desetine pa za ujetje zločinca. Zločinca, ki ga je zajela desetina, so nato privedli pred glavnega desetinarja, ki je nato določil ali je zločinec kriv ali nedolžen in določil zanj primerno kazen. Za plačilo globe zločinca, so bili odgovorni vsi člani njegove desetine. Skupina desetih desetin je bila znana kot "sto" in vsakih sto je nadzoroval uradnik, znan kot reeve. Stotke so zagotovile, da je bilo zločinca, ki je pobegnil v sosednjo vas moč ujeti in vrniti v svojo. Če zločinca ne bi prijeli, bi bilo lahko za njegovo kaznivo dejanje odgovornih vseh sto udeležencev. Stotinam so poveljevali upravni oddelki, znani kot »shires«, podobnpo kot v sodobnih grofijah, ki jih je nadziral uradnik, znan kot »shire-reeve«, iz katerega se je razvil izraz »šerif«. Shire-reeve je imel moč posse comitatus, kar pomeni, da je lahko zbral moške svojega območja, da bi ulovil zločinca. Po normanski osvojitvi Anglije leta 1066 je bil sistem desetine poostren s sistemom frankpledge. Do konca 13. stoletja se je razvila policijska pisarna. Policisti so imeli enake naloge kot glavni desetniki in poleg tega tudi kraljevi častniki. Policista je vsako leto izvolila njegova župnija. Sčasoma so policisti postali prvi "policijski" uradniki, ki so bili davčno podprti. Na urbanih območjih so bili stražarji zadolženi za red in izvajanje nočne policijske ure. Stražniki so ponoči varovali mestna vrata, patruljirali po ulicah, ponoči brez razloga lahko aretirali občane in hkrati bili tudi gasilci. Sčasoma je bila ustanovljena mirovna pisarna z mirovnim sodnikom, ki je bdel nad nadzorniki. Obstajal je tudi sistem preiskovalnih "porot".
Assize of Arms iz leta 1252, ki je zahteval imenovanje policistov, ki bodo moške poklicali, omilili mirovne kršitve in kršitelje dostavili šerifu ali reeveu, je naveden kot eden najstarejših predhodnikov angleške policije. Statut Winchesterofa iz leta 1285 je naveden tudi kot primarna zakonodaja, ki ureja policijsko delovanje države med normansko osvajanjem in Zakonom o metropolitanski policiji iz leta 1829.
Približno od leta 1500 so privatniki in nekatere organizacije financirali organizacije za izvajanje policijskih nalog. Kasneje so dobili vzdevek "Charlies", verjetno po vladajočem monarhu kralju Karlu II. Ujemalci tatov (thief-taker) so bili nagrajeni tudi za lovljenje tatov in vračanje ukradenega premoženja.
Najzgodnejša angleška uporaba besede "policija" iz izraza "Polles", je bila omenjena v knjigi "Drugi del inštitutov angleškega prava", ki je bila objavljena leta 1642.

### Začetki novodobnega policijskega dela
Prvo centralno organizirano in uniformirano policijo je leta 1667 ustanovila vlada kralja Ludvika XIV, da bi nadzorovala mesto Pariz, takrat največje mesto v Evropi. S kraljevim ediktom, ki ga je pariški Parlement zabeležil 15. marca 1667, je bil ustanovljen urad generalpolkovnika "de police" ("generalni-podpolkovnik policije"), ki naj bi bil vodja nove pariške policije in opredelil nalogo policije kot "zagotavlja mir in tišino javnosti in zasebnikov, nadzorovanje in varovanje mesta pred motnjami, zagotavljanje varnosti in zagotavljanje, da vsi živijo v skladu z zakonom in njihovimi nalogami".
To funkcijo je najprej opravljal Gabriel Nicolas de la Reynie, ki je imel pod svojim nadzorom 44 commissaires de police (policijskih komisarjev). Leta 1709 so tem komisarjem pomagali inspecteurs de police (policijski inšpektorji). Mesto Pariz je bilo razdeljeno na 16 območij, ki so jih nadzorovali komisarji, vsak pa je bil dodeljen določenemu območju, ki mu je pomagala vedno večja birokracija. Shema pariške policije je bila s kraljevim ediktom iz oktobra 1699 razširjena na preostalo Francijo, kar je povzročilo ustanovitev generalpodpolkovnikov v vseh velikih francoskih mestih.
Po francoski revoluciji je Napoléon I, 17. februarja 1800 reorganiziral policijo v Parizu in drugih mestih z več kot 5000 prebivalci kot prefektura policije. 12. marca 1829 je vladna uredba ustanovila prvo uniformirano policijo v Franciji, znano kot sergents de ville ("mestni naredniki"), za katero na spletni strani pariške prefekture policije trdijo, da so prvi uniformirani policisti na svetu.
Leta 1737 je George II nekaterim stražarjem v Londonu in Middlesexu pričel plačevati z davki, kar je pričelo prehod policije na vladni nadzor. Leta 1749 je Henry Fielding pričel organizirati skupino profesionalnih policistov, znanih kot Bow Street Runners. Afera Macdaniel je dodala nov zagon javno plačani policiji, ki ni bila odvisna od nagrad. Kljub temu so bile leta 1828 v 16 kilometrih (10 miljah)  okoli Londona v 45 župnijah zasebno financirane policijske enote.
Beseda "policija" je bila v francoski jezik izposojena iz angleščine v 18. stoletju, vendar je dolgo veljala le za francoske in celinske evropske policijske sile. Beseda in sam koncept policije jim "ni bil všeč kot simbol tujega zatiranja" (po Britannica 1911). Pred 19. stoletjem je bila prva uporaba besede "policija", zapisana v vladnih dokumentih v Združenem kraljestvu, "imenovanje policijskih komisarjev za Škotsko" leta 1714 in ustanovitev pomorske policije leta 1798.

### Moderna policija

#### Škotska in Irska
V začetku policije, ki je bila ustanovljena v letih 1779 in 1788 v Glasgowu na Škotskem, so oblasti vlado uspešno pozvale k sprejetju zakona o policiji v Glasgowu o ustanovitvi mesta Glasgow Police leta 1800.  Tudi druga škotska mesta so kmalu sledila temu in ustanovila svoje policijske sile s parlamentarnimi akti. Na Irskem je irski zakon o konzularstvu iz leta 1822 označil začetek kraljevega irskega kontabularstva. Zakon je v vsaki baroniji ustanovil sile z glavnimi policisti in generalnimi inšpektorji pod nadzorom civilne uprave na dublinskem gradu. Do leta 1841 je ta sila štela več kot 8.600 ljudi.

#### London
Leta 1797 je Patrick Colquhoun prepričal trgovce iz Zahodne Indije, ki so delovali v tako imenovanem "londonskem bazenu" ob reki Temzi, da na pristaniščih ustanovijo policijo, da bi preprečili krajo, ki je letno povzročila izgubo tovora v vrednosti 500.000 funtov. Zamisel o policiji, kakršna je takrat obstajala v Franciji, je veljala za potencialno nezaželen uvoz iz tujine. Ko je Colquhoun pri oblikovanju primera za policijo ob trdih protipolicijskih gibanj Anglije zasnoval politično utemeljitev ekonomskih kazalnikov, je pokazal, da je policija, ki se ukvarja s preprečevanjem kriminala, popolnoma ustrezna načelu britanske ustave. Poleg tega je šel tako daleč, da je pohvalil francoski sistem, ki je po njegovi oceni dosegel največjo stopnjo varnosti.
Z začetno naložbo v višini 4.200 funtov se je začela nova poskusna policija na reki Temzi s približno 50 moškimi, policijski nadzor je bil uveljavljen nad 33.000 delavci v rečnem prometu, od katerih je Colquhoun trdil, da je 11.000 znanih aktivnih kriminalcev. Po prvem letu je bila policijska sila uspešna, njegovi možje pa so se izkazali s prihrankom tovora v vrednosti 122.000 funtov in z reševanjem več življenj. Novica o tem uspehu se je hitro razširila in vlada je 28. julija 1800 sprejela zakon o pomorski policiji, ki ga je iz zasebne preoblikovala v javno policijsko agencijo; zdaj najstarejša policija na svetu. Colquhoun je objavil tudi knjigo, The Commerce and Policing of the River Thames. Z njo je požel velik uspeh in segel daleč zunaj Londona ter navdihnil podobne sile v drugih mestih, zlasti v New Yorku, Dublinu in Sydneyju.
Strateški pristop Colquhouna k problemu z uporabo argumenta stroškov in koristi za pridobitev podpore podjetij, ki jim nadzor policije koristi mu je omogočilo doseči rešitev tam, kar je Henryju in Johnu Fieldingu z detektivi iz ulice Bow Street spodletelo. V nasprotju s sistemom plačevanja na ulici Bow Street je bila rečna policija redno zaposlena, plačanim častnikom pa je bilo prepovedano jemati zasebna plačila. Njegov drugi prispevek je bil koncept preventivnega policijskega dela; njegova policija naj bi s svojo stalno prisotnostjo v Temzi delovala kot zelo viden odvračilni dejavnik za kriminal. Colquhounove inovacije so bile ključni razvoj, ki je tri desetletja pozneje pripeljal do "nove" policije Roberta Peela.

#### Metropolitanska policija
London je zaradi začetka industrijske revolucije hitro dosegel velikost, kakršne v svetovni zgodovini še ni bilo. Postalo je jasno, da lokalni sistem policistov prostovoljcev in "stražarjev" ni bil tako učinkovit tako pri odkrivanju kot pri preprečevanju kriminala. Za preiskavo policijskega sistema v Londonu je bil imenovan parlamentarni odbor. Potem ko je bil Sir Robert Peel leta 1822 imenovan za ministra za notranje zadeve, je ustanovil drugi učinkovitejši odbor, ki je deloval na podlagi njegovih ugotovitev.
Kraljevo soglasje k Zakonu o metropolitanski policiji iz leta 1829 je bilo podano in Metropolitanska policijska služba je bila ustanovljena 29. septembra 1829 v Londonu. Na Peela, ki je na splošno veljal za očeta sodobnega policijskega dela, je močno vplivala socialna in pravna filozofija Jeremyja Benthama, ki je pozval k močni in centralizirani, a politično nevtralni policiji za vzdrževanje družbenega reda, zaščito ljudi pred kriminalom in delovanje kot vidno sredstvo odvračanja, od mestnega kriminala in nereda. Peel se je odločil, da bo policijo poenotil kot javno plačan poklic, da jo bo organiziral civilno in da bo odgovorna javnosti.
Zaradi strahu javnosti glede napotitve vojske v domače zadeve, je Peel rajši organiziral enote poleg civilistov kot pa paravojaške enote. Da bi bili videti nevtralno, je bila uniforma namerno izdelana v modri in ne rdeči barvi, ki je bila takrat barva vojske. Poleg tega, da so bili policisti oboroženi le z leseno palico in ropotuljo (kar je pomenilo potrebo po pomoči), v policijske vrste niso vključevali vojaških nazivov, z izjemo narednika.
Da bi distanciral novo policijo od prvotnega pogleda javnosti nanjo kot na novo orodje vladne represije, je Peel objavil tako imenovana Peelova načela, ki so določila osnovne smernice za etično policijo:
- Vsakemu policistu je treba izdati evidenčno izkaznico z unikatno identifikacijsko številko, da se zagotovi odgovornost za njegova dejanja.
- Ali je policija učinkovita, se ne meri na podlagi števila aretacij, temveč na odvračanju kaznivih dejanj.
- Nad vsem tem pa, učinkovita avtoriteta ve, da sta zaupanje in odgovornost najpomembnejša. Zato je Peelovo najpogosteje citirano načelo: "policija je javnost in javnost je policija."

Zakon o metropolitanski policiji iz leta 1829 je ustvaril sodobno policijo z omejevanjem sile in njenih pristojnosti in jo predvideval le kot organ pravosodnega sistema. Njeno delo je bilo apolitično; ohranjati mir in prijeti storilce kaznivih dejanj, da jih lahko sodišča obravnavajo v skladu z zakonom. To se je zelo razlikovalo od "kontinentalnega modela" policije, ki je bil razvit v Franciji, kjer je policija delovala v okviru parametrov absolutistične države kot podaljšek oblasti monarha in je delovala po zahtevah vladajoče države.
Leta 1863 so v metropolitanski policiji dobili značilno skrbniško čelado, leta 1884 pa so prešli še na uporabo piščalk, ki jih je bilo mogoče slišati zelo daleč kar jim je omogočalo še večjo opaznost in varnost. Metropolitanska policija je postala vzor policijskim silam v mnogih državah, vključno z ZDA in večino Britanskega imperija. "Bobbije" še vedno najdemo v mnogih državah članicah Skupnosti narodov.

#### Druge države

##### Avstralija
V Avstraliji je bila prva policija s centraliziranim poveljevanjem in jurisdikcijo nad celo kolonijo južnoavstralska policija, ustanovljena leta 1838 pod vodstvom Henryja Inmana.
Kljub temu, je bila leta 1862 ustanovljena policija Novi Južni Wales. Bila je sestavljena iz velikega števila policijskih in vojaških enot, ki so delovale v takratni koloniji Novi Južni Wales. Sprejetje zakona o policijskih predpisih iz leta 1862 je strogo reguliral in centraliziral vse policijske sile, ki so delovale po koloniji Novi Južni Wales.
Policija Novi Južni Wales še danes ostaja največja policija v Avstraliji glede osebja in finančnih virov. Je tudi edina policija, ki od svojih nabornikov zahteva univerzitetni študij na tej ravni in od nabornikov zahteva da sami plačujejo izobraževanje.

##### Brazilija
Leta 1566 je bil v Braziliji, natančneje v Riu de Janeiru zaposlen prvi policijski preiskovalec. Do 17. stoletja je večina zveznih držav že imela lokalne enote s funkcijami kazenskega pregona. 9. julija 1775 je bil v zvezni državi Minas Gerais ustanovljen konjeniški polk za vzdrževanje javnega reda in miru. Leta 1808 se je portugalska kraljeva družina zaradi francoske invazije na Portugalsko preselila v Brazilijo. Kralj João VI je ustanovil "Intendência Geral de Polícia" (Generalno Policijsko Upravo) za preiskave. Leta 1809 je ustvaril tudi kraljevo policijsko stražo v Riu de Janeiru. Leta 1831 je po osamosvojitvi vsaka provinca začela organizirati svojo lokalno "vojaško policijo" z nalogami za vzdrževanje reda. Zvezna železniška policija je bila ustanovljena leta 1852, zvezna avtocestna policija je bila ustanovljena leta 1928, zvezna policija pa leta 1967.

##### Kanada
Royal Newfoundland Constabulary (RNC), ustanovljena leta 1729, je bila prva policijska enota, ustanovljena v Kanadi. Vzpostavitev sodobnih policijskih služb v Kanadi se je zgodila v tridesetih letih dvajsetega stoletja, njihove storitve so oblikovane po londonski metropolitanski policiji sprejeli pa so ideje peelskih načel. Policijska služba v Torontu je bila ustanovljena leta 1834, medtem ko je bila Služba policije Ville de Québec ustanovljena leta 1840.
Nacionalna policijska služba, Dominion Police, je bila ustanovljena leta 1868. Sprva je Dominionska policija zagotavljala varnost parlamenta, vendar so njene odgovornosti hitro narasle. Leta 1870 sta bila Rupertova dežela in severozahodno ozemlje priključena državi. V prizadevanjih za policijo na novo pridobljenem ozemlju je kanadska vlada leta 1873 ustanovila North-West Mounted Police (leta 1904 preimenovana v Royal North-West Mounted Police). Leta 1920 sta bili Dominionska policija in Kraljevska severozahodna konjeniška policija združeni v Kraljevsko kanadsko konjiško policijo (RCMP).
RCMP zagotavlja zvezni pregon; kazenski pregona v osmih provincah in na vseh treh ozemljih. Provinci Ontario in Quebec vzdržujeta lastne pokrajinske policijske sile, provincialno policijo Ontario (OPP) in Sûreté du Québec (SQ). Policijo v Novi Fundlandiji in Labradorju zagotavljata RCMP in RNC. Zgoraj omenjene službe zagotavljajo tudi občinsko redarstvo, čeprav lahko večje kanadske občine ustanovijo svojo policijsko službo.

##### Libanon
V Libanonu je bila leta 1861 ustanovljena moderna policija z ustanovitvijo žandarmerije.

##### Indija
V Indiji je policija pod nadzorom zveznih držav in provinc, le te veljajo za državne policijske službe (SPS). Kandidati, izbrani za SPS, so po končanem poskusnem delu običajno napoteni za policijskega nadzornika ali policijskega komisarja. Ob predpisanem zadovoljivem delu v SPS so policisti imenovani v indijsko policijsko službo. Barva delovne uniforme je običajno temno modra in rdeča, medtem ko je barva indijske policijske službe kaki. The service color is usually dark blue and red, while the uniform color is Khaki.

##### Združene države Amerike
V britanski Severni Ameriki so policijo na začetku zagotavljali lokalni izvoljeni uradniki. Šerifov urad okrožja v New Yorku je bil ustanovljen leta 1626, šerifov urad okrožja Albany pa v šestdesetih letih dvajsetega stoletja. V kolonialnem obdobju so policijsko dejavnost izvajali izvoljeni šerifi in lokalne milice.
V 17. stoletju je provinca Karolina (kasneje Severna in Južna Karolina) ustanovila "suženjske patrulje", da bi preprečila upor in pobeg sužnjev in zasužnjenih ljudi. Do leta 1785 je City of Charleston Police Department (CPD)  imel posebno metode poveljevanja, uniforme, izključno odgovornost za policijo, plačo, dovoljeno uporabo sile in osredotočenost na preprečevanje kriminala.
Leta 1789 je bila ustanovljena služba maršalov Združenih držav, sledile pa so ji druge zvezne službe, kot sta U.S. Parks Police (1791) in U.S. Mint Police (1792). Prve mestne policijske službe so bile ustanovljene v Philadelphiji leta 1751, Richmondu v Virginiji leta 1807, Bostonu leta 1838 in New Yorku leta 1845. Ameriška tajna služba je bila ustanovljena leta 1865 in je bila nekaj časa glavno preiskovalno telo zvezne vlade.
Na ameriškem Starem ali "divjem" zahodu so kazenski pregon izvajali lokalni šerifi, redarji, policisti in zvezni maršali. Tam so bili tudi mestni maršali, odgovorni za vročanje civilnih in kazenskih nalogov, vzdrževanje zaporov in izvrševanje aretacij zaradi drobnih in hujših kaznivih dejanj (bounty hunter).
V zadnjih letih so bili poleg zveznih, državnih in lokalnih sil ustanovljeni še nekateri posebni okrožja, ki zagotavljajo dodatno policijsko zaščito na določenih območjih. Ta okrožja so lahko znana kot okrožja za izboljšanje sosesk, okrožja za preprečevanje kriminala ali varnostna okrožja.

### Razvoj teorije
Michel Foucault je zapisal, da so sodobni koncept policije kot plačanega in financiranega funkcionarja države razvili nemški in francoski pravniki in izvajalci v javni upravi in statistiki v 17. in zgodnjem 18. stoletju, predvsem s knjigo Traité de la Police Nicolasa Delamarea ("Razprava o policiji"), prvič objavljene leta 1705. Nemški Polizeiwissenschaft (znanost o policiji) je najprej teoretiziral Philipp von Hörnigk, avstrijski politični ekonomist in javni uslužbenec iz 17. stoletja, veliko bolj pa Johann Heinrich Gottlob Justi, ki je napisal pomembno teoretično delo, imenovano Cameral science, o oblikovanju policije. Foucault navaja Magdalene Humpert, avtorico Bibliographie der Kameralwissenschaften (1937), v kateri avtor zabeleži obsežno bibliografijo, ki je nastala v več kot 4000 delih prakse Polizeiwissenschaft. Vendar je to lahko napačen prevod Foucaultovega lastnega dela, saj dejanski vir Magdalene Humpert navaja, da je bilo več kot 14.000 izdelkov izdelanih med leti 1520 in 1850.
Kot je zasnoval Polizeiwissenschaft, je imela policija po Foucaultu upravno, ekonomsko in socialno dolžnost. Policija je bila zadolžena za demografska vprašanja in jo je bilo treba vključiti v zahodni politični filozofski sistem raison d'état in s tem ustvariti videz opolnomočenja prebivalstva (in nevede nadzor nad prebivalstvom), ki naj bi po merkantilistični teoriji bil glavna moč države. Tako so njene funkcije v veliki meri presegale preproste dejavnosti kazenskega pregona in so vključevale skrbi za javno zdravje, nadzor cen, urbanistično načrtovanje (kar je bilo pomembno zaradi teorije miasmatične bolezni; tako so pokopališča preselili iz mesta itd.).
Koncept preventivnega delovanja policije ali odvračanja od kaznivih dejanj je dobil vpliv konec 18. stoletja. Policijski sodnik John Fielding, vodja Bow Street Runnerjev, je trdil, da je veliko bolje preprečiti, da bi bil celo en moški prevarant, kot pa jih prijeti in pripeljati štirideset pred sodišče.

Utilitarni filozof Jeremy Bentham je promoviral stališča italijanskega markiza Cesareja Beccarije in razširjal prevedeno različico "Eseja o zločinu v kazni". Bentham je podprl vodilno načelo "največje dobro za največje število: Bolje preprečevati zločine kot jih kaznovati. To je glavni cilj vsakega dobrega zakonodajnega sistema, ki je umetnost vodenja ljudi do največje možne sreče ali najmanjše možne bede, glede na izračun vsega dobrega in zla življenja.
Na vplivno delo Patricka Colquhouna, Razprava o policiji metropole (1797), je močno vplivala misel Benthamita. Policija reke Temze v Colquhounu je bila osnovana na teh načelih in je v nasprotju z Bow Street Runners odvračala zločine s svojo nenehno prisotnostjo na reki, poleg tega pa je lahko posredovala, če je opazila kaznivo dejanje, ki je bilo v teku.
Članek Edwina Chadwicka iz leta 1829, Preventivna policija objavljen v London Review, je trdil, da bi morala biti preventiva glavna skrb policijskega organa, česar pa v praksi ni bilo. Razlog, ki ga je navajal Chadwick, je bil, da "bi preventivna politika delovala hitreje s težavami pri pridobivanju predmetov skušnjave". V nasprotju z odvračilnim ukrepom bi preventivna policija kriminal odvračala tako, da bi kazniva dejanja postala stroškovno neučinkovita - "zločin se ne izplača". Robert Peel je v drugem osnutku svojega zakona o policiji iz leta 1829 "predmet" nove metropolitanske policije spremenil v "glavni cilj", ki je bil preprečevanje kriminala. Kasnejši zgodovinarji bi to razumevanje pripisali angleškemu "videzu urejenosti in ljubezni do javnega reda" preventivnemu načelu, ki je bilo vpeto v Peelov policijski sistem.
Razvoj sodobnih policijskih sil po vsem svetu je bil potreben za nastanek držav, ki jih je kasneje sociolog Max Weber opredelil kot doseganje "monopola na zakonito uporabo fizične sile" in ki so ga v prvi vrsti izvajale policija in vojska. Marksistična teorija prikazuje razvoj sodobne države kot del vzpona kapitalizma, v katerem je policija ena od sestavin represivnega aparata meščanstva za podjarmljanje delavskega razreda. V nasprotju s tem Peelova načela trdijo, da je moč policije odvisna od javnega odobravanja njenega obstoja, dejanj in vedenja, filozofije, znane kot policija s privolitvijo.

## Kadri in organizacija
Med policijske uslužbence spadajo preventivna (uniformirana) policija in detektivi. Terminologija se od države do države razlikuje. Policijske funkcije vključujejo zaščito življenja in premoženja, izvrševanje kazenskega prava, kazenske preiskave, urejanje prometa, nadzor množic, naloge javne varnosti, civilno obrambo, upravljanje izrednih razmer, iskanje pogrešanih oseb in izgubljenega premoženja ter druge dolžnosti, povezane z javnim redom. Ne glede na velikost so policijske sile praviloma organizirane kot hierarhija z več vrstami. Natančne strukture in imena rangov se po državah močno razlikujejo.

### Uniformirana policija
Policija, ki nosi uniforme, predstavlja večino osebja policijske službe. Njihova glavna naloga je, da se odzovejo na klice na telefonsko številko za klic v sili. Kadar teh klicev ni, opravljajo dela, namenjena preprečevanju kriminala, na primer patrulje. Uniformirana policija je znana po različnih imenih, kot so preventivna policija, enotna podružnica / oddelek, upravna policija, redarska policija, patruljni urad / oddelek ali patrulja. V Avstraliji in Združenem kraljestvu je patruljno osebje znano tudi kot častniki "splošnih dolžnosti". Brazilska preventivna policija je znana kot vojaška policija.
Kot že ime pove, uniformirana policija nosi uniforme. Opravljajo funkcije, ki zahtevajo takojšnjo uporabo pravnih sredstev in morebitno potrebo po sili. Najpogosteje to pomeni posredovanje za zaustavitev kaznivega dejanja v teku in zavarovanje kraja zločina, ki se je že zgodil. Poleg tega, da se ukvarjajo s kriminalom, lahko upravljajo in nadzorujejo promet, opravljajo policijske naloge v skupnosti, vzdržujejo red na javnih prireditvah ali iščejo pogrešane osebe (v 2012 je slednje v Združenem kraljestvu predstavljalo 14% policijskega časa). Ker mora biti večina teh nalog na voljo 24/7, mora uniformirana policija opravljati izmensko delo.

### Detektivi oz. kriminalisti
Policijski detektivi so odgovorni za preiskave in detektivsko delo. Detektivi se lahko imenujejo preiskovalna policija, sodstvo / pravosodna policija in kriminalistična policija. V Združenem kraljestvu jih pogosto omenjajo po imenu njihovega oddelka, oddelka za kriminalistične preiskave (CID). Detektivi običajno predstavljajo približno 15–25% osebja policijske službe.
Detektivi v nasprotju z uniformirano policijo običajno nosijo "poslovno obleko" na birokratskih in preiskovalnih nalogah, kjer bi bila uniformirana prisotnost bodisi moteča ali zastrašujoča, vendar še vedno obstaja potreba po vzpostavitvi policijske oblasti. Policisti v "običajnih oblačilih" se oblačijo v obleke, skladne s tistimi, ki jih nosi splošna javnost za boljše prikrivanje.
V nekaterih primerih je policija razporejena na "tajno" delo, kjer skriva svojo policijsko identiteto za preiskovanje kaznivih dejanj, kot so organizirani kriminal ali kazniva dejanja povezana s prepovedanimi drogami, ki jih ni mogoče rešiti z drugimi sredstvi. V nekaterih primerih ta vrsta policijskega dela deli vidike z vohunstvom.
Odnos med detektivsko in uniformirano policijo se razlikuje glede na državo. V ZDA obstajajo velike razlike v sami državi. Številne ameriške policijske službe zahtevajo, da detektivi nekaj časa namenijo začasnim nalogam v patruljnem oddelku. Argument je, da rotacijski častniki pomagajo detektivom, da bolje razumejo delo uniformiranih policistov in spodbujajo navzkrižno usposabljanje v najrazličnejših spretnosti in preprečujejo posameznike, ki lahko prispevajo h korupciji ali drugemu neetičnemu vedenju. Nasprotno pa nekatere države detektivsko delo obravnavajo kot povsem ločen poklic, pri čemer detektivi delajo v ločenih agencijah in jih novačijo, ne da bi morali služiti v uniformi. Pogost kompromis v angleško govorečih državah je, da je večina detektivov rekrutiranih iz uniformirane podružnice, vendar šele, ko so kvalificirani, nato preostanek kariere preživijo v detektivskem oddelku.
Še ena različica je, da imajo detektivi dodaten status. V nekaterih silah, kot sta New York Police Department in Philadelphia Police Department, ima redni detektiv višji čin kot redni policist. V drugih, kot so britanske in kanadske policijske sile, ima redni detektiv enak status kot redni uniformirani policisti. Policisti morajo še vedno opravljati izpite, da se preselijo v detektivsko podružnico, vendar se šteje, da gre za specializacijo in ne za napredovanje.

### Prostovoljci in pomožna policija
Policijske službe pogosto vključujejo honorarne ali prostovoljne policiste, med katerimi imajo nekateri druga dela zunaj policije. To so lahko plačana delovna mesta ali v celoti prostovoljna. Znani so pod različnimi imeni, kot so rezervisti, pomožna policija ali posebni policisti.
Druge prostovoljne organizacije sodelujejo s policijo in opravljajo nekatere svoje naloge. Skupine v ZDA, vključno s programom upokojencev in starejših prostovoljcev, skupino za odzivanje v izrednih razmerah in skavtskimi policijskimi raziskovalci, zagotavljajo usposabljanje, nadzor prometa in množice, odzivanje na nesreče in druge policijske naloge. V ZDA program Volunteers in Police Service pomaga z več kot 200.000 prostovoljci v skoraj 2.000 programih. Prostovoljci lahko delajo tudi kot pomožno osebje. Primeri tega so prostovoljci v policijski službi v ZDA, prostovoljci policijske podpore v Združenem kraljestvu in prostovoljci v policiji v Novem Južnem Walesu.

### Specializirane enote
V številnih organih kazenskega pregona obstajajo specializirane preventivne in detektivske skupine ali oddelki za specialne preiskave, ki se ukvarjajo s posebnimi vrstami kaznivih dejanj, kot so kazenski pregon, K9 (službeni pes), preiskave nesreč, umor ali goljufija; ali za situacije, ki zahtevajo posebne veščine, kot so podvodno iskanje, letalstvo, odstranjevanje eksplozivnih naprav ("bombna enota") in računalniški kriminal.
Večina večjih jurisdikcij uporablja tudi posebej izbrane in usposobljene specialne enote, oborožene z orožjem vojaškega razreda, za namene reševanja posebej nasilnih razmer, ki presegajo zmogljivosti odzivanja patruljnega častnika, vključno z visoko tveganimi nalogami in barikadnimi osumljenci. V ZDA imajo te enote različna imena, vendar so splošno znane kot ekipe SWAT (Special Weapons And Tactics).
V nekaterih državah so bile v kampanjah proti upornikom izbrane in posebej usposobljene enote policije, oborožene in opremljene kot lahka pehota, določene za policijske sile, ki izvajajo paravojaške patrulje in zasede, hkrati pa ohranjajo svoje policijske pristojnosti na območjih, ki so bila zelo nevarna.
Ker se njihovo delovanje običajno osredotoča na odstranjevanje nedolžnih opazovalcev od nevarnih ljudi in nevarnih situacij, ne pa na nasilno reševanje, so pogosto opremljeni z nesmrtonosnimi taktičnimi orodji, kot so kemična sredstva, "flashbang" in pretresne granate ter gumijaste krogle. Poveljstvo specialnega strelnega orožja (CO19) metropolitanske policije v Londonu je skupina oborožene policije, ki se uporablja v nevarnih situacijah, vključno z jemanjem talcev, oboroženim ropom / napadom in terorizmom.

### Administrativne naloge
Policija v nekaterih državah lahko izvaja administrativne naloge, ki niso neposredno povezane z izvrševanjem zakona, na primer izdajanje dovoljenj za strelno orožje. Obseg, da ima policija te funkcije, se med državami razlikuje, pri čemer policija v Franciji, Nemčiji in drugih državah celinske Evrope te naloge opravlja v večji meri kot britanska.

### Vojaška policija
Vojaška policija lahko predstavlja:
- del vojske, ki je izključno odgovoren za nadzor nad oboroženimi silami
- del vojske, odgovoren za policijsko delovanje tako v oboroženih silah kot v civilnem prebivalstvu (večina žandarmerij, kot so francoska žandarmerija, italijanski karabinjerji, španska civilna gardija in portugalska republikanska narodna garda, znana tudi kot GNR)
- del vojske, ki je izključno odgovoren za nadzor civilnega prebivalstva (kot je romunska žandarmerija)
- civilno preventivno policijo brazilske države (Policia Militar)
- posebno vojaško službo pregono, kot je ruska vojaška policija

### Verska policija
Nekatere islamske družbe imajo versko policijo, ki uveljavlja uporabo islamske šeriatske zakonodaje. Njihova pristojnost lahko vključuje pooblastilo za aretacijo nepovezanih moških in žensk, ujetih zaradi druženja, vseh, ki se ukvarjajo s homoseksualnim vedenjem ali prostitucijo; za uveljavljanje islamskih pravil oblačenja in zapiranje trgovin v času islamske molitve.
Uveljavljajo muslimanske zakone o prehrani, prepovedujejo uživanje ali prodajo alkoholnih pijač in svinjine ter zasežejo prepovedane potrošniške izdelke in medije, ki se štejejo za ne islamske, kot so CD / DVD različnih zahodnih glasbenih skupin, televizijske oddaje in filmi. V Savdski Arabiji Mutavidi aktivno preprečujejo prakso ali prozelitizem ne islamskih religij znotraj Savdske Arabije, kjer so prepovedane.

## Mednarodno policijsko delo
Večina držav je članic Mednarodne organizacije kriminalistične policije (Interpol), ustanovljene za odkrivanje in boj proti mednarodnemu kriminalu ter za mednarodno sodelovanje in usklajevanje drugih policijskih dejavnosti, na primer obveščanje sorodnikov o smrti tujih državljanov. Interpol sam ne izvaja preiskav ali aretacij, temveč je le osrednja točka za informacije o kriminalu, osumljencih in storilcih kaznivih dejanj. Politični zločini so izključeni iz njegove pristojnosti.
Izrazi mednarodno policijsko, nadnacionalno in / ali globalno policijsko delo so se začeli uporabljati od zgodnjih devetdesetih let dalje za opis policijskih oblik, ki so presegale meje suverene nacionalne države (Nadelmann, 1993), (Sheptycki, 1995).. Ti izrazi se na različne načine nanašajo na prakse in oblike policijskega dela, ki v nekem smislu presegajo državne meje. To vključuje različne prakse, toda mednarodno policijsko sodelovanje, izmenjava kriminalističnih obveščevalnih podatkov med policijskimi agencijami, ki delujejo v različnih nacionalnih državah, in policijska razvojna pomoč šibkim, propadlim ali propadajočim državam so bile deležne največje znanstvene pozornosti.
Zgodovinske študije razkrivajo, da so policisti že vrsto let opravljali različne čezmejne policijske misije (Deflem, 2002). Na primer, v 19. stoletju so številne evropske policijske agencije izvajale čezmejni nadzor zaradi zaskrbljenosti zaradi anarhističnih agitatorjev in drugih političnih radikalov. Opazen primer tega je bil občasni nadzor pruske policije nad Karlom Marxom v letih, ko je ostal v Londonu. Interesi javnih policijskih agencij pri čezmejnem sodelovanju pri nadzoru političnega radikalizma in običajnega pravnega kriminala so bili prvič sproženi v Evropi, kar je sčasoma privedlo do ustanovitve Interpola pred drugo svetovno vojno. Veliko je tudi zanimivih primerov čezmejnega policijskega nadzora pod zasebnim okriljem in s strani občinskih policijskih sil, ki segajo v 19. stoletje (Nadelmann, 1993) Ugotovljeno je bilo, da je sodobno redarstvo skoraj od samega začetka občasno presegalo državne meje. Prav tako se splošno strinja, da je v obdobju po hladni vojni ta vrsta prakse postala pomembnejša in pogostejša  (Sheptycki, 2000)..
Empiričnega dela o praksah meddržavne / nadnacionalne izmenjave informacij in obveščevalnih podatkov ni bilo veliko. Izjemna izjema je študija Jamesa Sheptyckega o policijskem sodelovanju na območju Rokavskega preliva (2002), ki ponuja sistematično analizo vsebine datotek za izmenjavo informacij in opis, kako se te nadnacionalne izmenjave informacij in obveščevalnih podatkov preoblikujejo v policijsko delo. Študija je pokazala, da je bila nadnacionalna policijska izmenjava informacij v čezmejni regiji od leta 1968 rutinirana na podlagi dogovorov neposredno med policijskimi agencijami in brez kakršnega koli uradnega dogovora med zadevnimi državami. Do leta 1992, s podpisom schengenske pogodbe, ki je formalizirala vidike izmenjave policijskih informacij po celotnem ozemlju Evropske unije, je bilo toliko, če ne celo, te izmenjave obveščevalnih podatkov nepregledno, kar je sprožilo vprašanja o učinkovitosti mehanizmi odgovornosti, ki urejajo policijsko izmenjavo informacij v Evropi (Joubert in Bevers, 1996).
Tovrstne študije zunaj Evrope so še redkejše, zato je težko posploševati, toda ena manjša študija, ki je primerjala nadnacionalne policijske prakse in izmenjavo obveščevalnih informacij na določenih čezmejnih lokacijah v Severni Ameriki in Evropi, je potrdila, da je bila skupna raba policijskih informacij in obveščevalnih podatkov (Alain, 2001). Obveščevalno vodenje policije je zdaj običajna praksa v večini naprednih držav (Ratcliffe, 2007) in verjetno je, da ima policijska izmenjava obveščevalnih podatkov in izmenjava informacij skupno obliko morfologije po vsem svetu (Ratcliffe, 2007). James Sheptycki je analiziral učinke novih informacijskih tehnologij na organizacijo policijsko-obveščevalne službe in predlaga, da so se pojavile številne "organizacijske patologije", zaradi katerih je delovanje varnostno-obveščevalnih procesov v nadnacionalnem policijskem delu globoko problematično. Trdi, da mednarodna policijska informacijska vezja pomagajo "sestaviti panične prizore družbe za nadzor varnosti". Paradoksalen učinek je, da bolj ko si policijske službe prizadevajo za varnost, večje so občutki negotovosti.
Policijska razvojna pomoč šibkim, propadlim ali propadajočim državam je druga oblika mednarodnega policijskega dela, ki je vzbudila pozornost. Ta oblika mednarodnega policijskega dela igra vedno pomembnejšo vlogo pri ohranjanju miru Združenih narodov in v prihodnjih letih naj bi se še povečala, zlasti ko si mednarodna skupnost prizadeva razviti pravno državo in reformirati varnostne institucije v državah, ki si opomorejo od konfliktov (Goldsmith in Sheptycki , 2007). Pri nadnacionalni policijski razvojni pomoči so neravnovesja moči med donatorji in prejemniki močna in pojavljajo se vprašanja o uporabnosti in prenosljivosti policijskih modelov med jurisdikcijami (Hills, 2009)
Morda je največje vprašanje v zvezi s prihodnjim razvojem mednarodnega policijskega dela: v čigavem interesu je? Na bolj praktični ravni se vprašanje prelevi v vprašanje, kako mednarodne policijske institucije demokratično odgovoriti (Sheptycki, 2004). Na primer, v skladu s poročilom o globalni odgovornosti za leto 2007 (Lloyd, et al. 2007) je imel Interpol v svoji kategoriji najnižje ocene (IGO), na desetem mestu z 22-odstotno oceno splošnih zmožnosti odgovornosti (str. 19).  Kot poudarja to poročilo in se zdi, da to potrjuje obstoječa akademska literatura o mednarodnem policijskem delu, je to tajno področje, ki ni odprto za sodelovanje civilne družbe.

## Oprema

### Orožje
V mnogih državah policisti nosijo strelno orožje, predvsem pištole, pri običajnem opravljanju svojih nalog. V Združenem kraljestvu (razen na Severnem Irskem), Islandiji, Irskem, Norveškem, Novi Zelandiji in Malti, z izjemo specializiranih enot, policisti ne nosijo strelnega orožja. Norveška policija ima v svojih vozilih strelno orožje, vendar ne na pasu, zato mora pridobiti dovoljenje, preden je mogoče orožje odstraniti iz vozila.
Policija ima pogosto posebne enote za ravnanje z oboroženimi storilci kaznivih dejanj in podobne nevarne situacije in lahko (odvisno od lokalne zakonodaje) v nekaterih skrajnih okoliščinah pozove vojsko (saj je vojaška pomoč civilni moči vloga številnih oboroženih sil). Morda najbolj odmeven primer tega je bil, ko je leta 1980 metropolitanska policija predala nadzor nad obleganjem iranskega veleposlaništva Posebni letalski službi.
Lahko so tudi oboroženi z nesmrtonosnim orožjem (natančneje znano kot "manj kot smrtonosno" ali "manj smrtonosno", saj so še vedno smrtonosni ), zlasti za obvladovanje nemirov. Med nesmrtonosno orožje spadajo palice, solzivec, sredstva za nadzor nemirov, gumijaste krogle, ščitniki za zaščito pred nemiri, vodni topovi in električni paralizatorji. Policisti običajno nosijo lisice, da zadržijo osumljence. Uporaba strelnega orožja ali smrtonosne sile je običajno skrajno sredstvo, ki se uporabi le, kadar je to potrebno za reševanje človeškega življenja, čeprav nekatere jurisdikcije (na primer Brazilija) dovoljujejo njegovo uporabo proti begajočim kriminalcem in pobeglim obsojencem. Ameriška policija sme uporabljati smrtonosno silo preprosto, če "misli, da je njeno življenje ogroženo." V Južni Afriki je bila nedavno uvedena politika "ustreli, da ubiješ", ki policiji omogoča uporabo smrtonosne sile proti kateri koli osebi, ki predstavlja znatno grožnjo zanje ali za civilno prebivalstvo. Ker ima država eno najvišjih stopenj nasilnega kriminala, predsednik Jacob Zuma trdi, da mora Južna Afrika kriminal obravnavati drugače kot druge države.

### Komunikacijska sredstva
Sodobne policijske sile za usklajevanje svojega dela, izmenjavo informacij in hitro pomoč pogosto uporabljajo dvosmerno opremo za radijsko komunikacijo, ki jo nosijo na osebi in so vgrajene v vozila. V zadnjih letih so mobilni podatkovni terminali, nameščeni v vozilih, povečali sposobnost policijske komunikacije, omogočili lažje odpošiljanje klicev, preverjanje kazenskega stanja oseb, ki jih zanimajo, v nekaj sekundah in posodabljanje dnevnega dnevnika dejavnosti policistov ter drugo, potrebna poročila sproti. Drugi pogosti deli policijske opreme vključujejo svetilke / bakle, piščalke, policijske zvezke in "knjižice vozovnic" ali citate. Nekatere policijske službe so razvile napredne računalniške sisteme za prikaz in komunikacijo podatkov, da bi policistom podatke v realnem času prinašali, en primer je sistem obveščanja o domeni NYPD.

### Prevozna sredstva
Policijska vozila se uporabljajo za pridržanje, patruljiranje in prevoz. Osnovno policijsko patruljno vozilo je posebej prirejena limuzina s štirimi vrati (limuzina v britanski angleščini). Policijska vozila so običajno označena z ustreznimi logotipi in so opremljena s sirenami in utripajočimi svetlobnimi palicami, ki pomagajo drugim ozavestiti prisotnost policije.
Civilna vozila se uporabljajo predvsem za prijemanje kriminalcev, ne da bi jih opozorili na njihovo prisotnost. Nekatere policijske enote za označevanje avtomobilov uporabljajo neoznačene ali minimalno označene avtomobile, saj vozniki ob pogledu na označena policijska vozila upočasnijo vožnjo, civilna vozila pa policistom olajšajo ulov hitrih vozil in kršiteljev prometa. Ta praksa je kontroverzna, na primer država New York je to prakso leta 1996 prepovedala z utemeljitvijo, da ogrožala voznike, ki bi jih ljudje, ki se predstavljajo za policiste, lahko potegnili iz prometa.
Pogosto se uporabljajo tudi motorna kolesa, zlasti na lokacijah, do katerih avtomobil morda ne bo mogel priti, za nadzor potencialnih situacij javnega reda, ki vključujejo sestanke motoristov in pogosto pri spremstvu, kjer lahko policisti motornih koles hitro očistijo pot spremljenim vozilom. Na nekaterih območjih se uporabljajo kolesarske patrulje, ker omogočajo bolj odprto interakcijo z javnostjo. Policija tudi pogosto uporablja kolesa za ustvarjanje začasnih barikad proti protestnikom. Poleg tega lahko njihovo tišje delovanje olajša približevanje osumljencev nenadoma in jim lahko pomaga pri zasledovanju, ko poskušajo peš pobegniti.
Policijske sile uporabljajo vrsto posebnih vozil, kot so helikopterji, letala, plovila, premična poveljniška mesta, dostavna vozila, tovornjaki, terenska vozila, motorna kolesa in oklepna vozila.

### Ostala varnostna oprema
Policijski avtomobili lahko vsebujejo tudi gasilne aparate in defibrilator.

## Policijska strategija
Pojav policijskega avtomobila, dvosmernega radia in telefona v začetku 20. stoletja je policijo bistveno spremenil, osredotočili so se na odzivanje na klice v službo. S to preobrazbo je postalo policijsko poveljevanje in nadzor bolj centralizirano.
V ZDA je August Vollmer uvedel druge reforme, vključno z zahtevami glede izobrazbe za policiste. O.W. Wilson, študent Vollmerja, je pomagal zmanjšati korupcijo in uvedel profesionalizem v Wichiti v Kansasu in kasneje na policijskem oddelku v Chicagu. Strategije, ki jih je uporabil O.W. Wilson je vključeval menjavanje policistov od skupnosti do skupnosti, da bi zmanjšali njihovo ranljivost za korupcijo, ustanovitev nestrankarskega policijskega odbora za pomoč policiji, strog sistem zaslug za napredovanja znotraj oddelka in agresiven rekrutacijski nagon z višjimi policijskimi plačami. privabiti strokovno usposobljene častnike. V času profesionalizma policijske službe so se organi pregona osredotočili na obravnavanje kaznivih dejanj in drugih hudih kaznivih dejanj ter izvajanje vmesnih vidnih patrulj, namesto da bi se bolj osredotočali na preprečevanje kriminala.
Študija preventivne patrulje v Kansas Cityju v zgodnjih sedemdesetih letih je pokazala pomanjkljivosti pri uporabi vidnih patrulj za avtomobile za preprečevanje kriminala. Ugotovilo je, da brezciljne avtomobilske patrulje le malo odvračajo od kriminala in so pogosto ostale neopažene v javnosti. Patrulji v avtomobilih niso imeli dovolj stikov in interakcije s skupnostjo, kar je vodilo do družbenega razkola med njima. V osemdesetih in devetdesetih letih so številne agencije pregona začele sprejemati policijske strategije v skupnosti, druge pa so sprejele problematično usmerjeno policijsko delo.
Počeno okno je bil še en pristop, povezan s tem, ki sta ga v osemdesetih letih uvedla James Q. Wilson in George L. Kelling, ki sta predlagala, naj policija posveča večjo pozornost manjšim kršitvam "kakovosti življenja" in neprimernemu ravnanju. Koncept te metode je preprost: razbita okna, grafiti in drugo fizično uničenje ali degradacija lastnine ustvarjajo okolje, v katerem je verjetnost kriminala in nereda večja. Prisotnost polomljenih oken in grafitov sporoča, da oblastem ni vseeno in ne poskušajo odpraviti težav na teh območjih. Zato odpravljanje teh majhnih težav preprečuje resnejše kriminalne dejavnosti. Teorijo sta v začetku devetdesetih popularizirala šef policije William J. Bratton in župan New Yorka Rudy Giuliani.
Na podlagi teh prejšnjih modelov je postalo tudi obveščanje pod nadzorom pomembna strategija. Obveščevalno policijsko in problematično usmerjeno policijsko delo dopolnjujeta strategiji, ki vključuje sistematično uporabo informacij. Čeprav še vedno nima splošno sprejete opredelitve, je bistvo obveščevalnega vodenja policije bolj kot obratno poudarjanje zbiranja in analize informacij za vodenje policijskih operacij, kot pa obratno..
S tem povezan razvoj je policijsko delo na podlagi dokazov. Podobno kot politika, ki temelji na dokazih, je z dokazi podprto izvajanje nadzorovanih eksperimentov, da bi ugotovili, katere metode policijskega delovanja so učinkovitejše. Med vodilnimi zagovorniki policijskega dela, ki temelji na dokazih, sta kriminolog Lawrence W. Sherman in filantrop Jerry Lee. Ugotovitve nadzorovanih eksperimentov vključujejo Minneapolisov eksperiment za nasilje v družini, dokaze, da patrulje odvračajo od kaznivih dejanj, če so koncentrirane na žariščih in da omejevanje policijskih pooblastil za odstrel osumljencev ne povzroča večjega števila kaznivih dejanj ali nasilja nad policisti. Uporabo eksperimentov za oceno koristnosti strategij podpirajo številne policijske službe in institucije, vključno z ameriško policijsko fundacijo in UK College of Policing.

## Omejitev uporabe sile
V mnogih državah je bilo razvito kazensko procesno pravo, ki ureja presojo policistov, tako da ti ne samovoljno ali neupravičeno izvajajo svoja pooblastila za prijetje, preiskovanje in zaseg ter uporabo sile. V ZDA je Miranda proti Arizoni povzročila široko uporabo opozoril Miranda ali ustavnih opozoril.
V "Mirandi" je sodišče ustvarilo zaščitne ukrepe pred samoobtožnimi izjavami po aretaciji. Sodišče je presodilo, da "tožilstvo ne sme uporabljati izrek, bodisi razbremenilnih bodisi obremenilnih, ki izhajajo iz zaslišanja, ki so ga sprožili policisti, potem ko je bila oseba pridržana ali kako drugače prikrajšana za svobodo ukrepanja na kakršen koli pomemben način, razen če dokaže uporaba procesnih zaščitnih ukrepov, ki zagotavljajo privilegij pete spremembe pred samoobtožbo" 
Policiji v ZDA je tudi prepovedano pridržati osumljence kaznivih dejanj več kot razumno dolgo (običajno 24–48 ur) pred privedbo sodišča, z uporabo mučenja, zlorabe ali fizičnih groženj za pridobivanje priznanj, s prekomerno silo za prijetje in preiskovanje teles osumljencev ali njihovih domov brez naloga, pridobljenega ob dokazu verjetnega vzroka. Štiri izjeme od ustavne zahteve za odredbo o preiskavi so:
- Soglasje
- Preiskovalni nalog za aretacijo
- Preiskave motornih vozil
- Nujne okoliščine

V zadevi Terry proti Ohiu (1968) je sodišče zaseg razdelilo na dva dela, preiskovalno ustavitev in aretacijo. Sodišče je nadalje presodilo, da je med preiskovalno zaustavitvijo preiskava policista "omejena na tisto, kar je minimalno potrebno za ugotovitev, ali je osumljenec oborožen, in vdor, ki je namenjen izključno zaščiti sebe in druge v bližini, je omejen na ugotavljanje prisotnosti orožja "(vrhovno sodišče ZDA). Pred Terryjem je vsako policijsko srečanje pomenilo aretacijo, s čimer je policist dobil celoten obseg pooblastil za iskanje. Pooblastilo za iskanje med postankom Terry (preiskovalna postaja) je omejeno samo na orožje.
Uporaba prevare za dosego izpovedi je dovoljena, ne pa tudi uporaba prisile. Obstajajo izjeme ali nujne okoliščine, kot je izrecna potreba po razorožitvi osumljenca ali preiskava osumljenca, ki je že aretiran (preiskava pri aretaciji). Zakon Posse Comitatus močno omejuje uporabo vojske za policijske dejavnosti, kar daje policijskim enotam poseben pomen (SWAT ekipe).
Britanske policiste urejajo podobna pravila, kot so tista, ki so bila v Anglijo in Wales uvedena v skladu z Zakonom o policiji in kazenskih dokazih iz leta 1984 (PACE), vendar imajo na splošno večja pooblastila. Lahko na primer zakonito preiščejo vsakega osumljenega, ki je bil aretiran, ali njegova vozila, dom ali poslovne prostore, brez naloga, in lahko vse, kar najdejo pri preiskavi, zasežejo kot dokaz.
Vsi policisti v Združenem kraljestvu, ne glede na njihov dejanski čin, so po svojem pravnem položaju "policisti". To pomeni, da ima novoimenovani nadzornik enaka pooblastila za aretacijo kot glavni nadzornik ali komisar. Vendar imajo nekateri višji čini dodatna pooblastila za odobritev nekaterih vidikov policijskih operacij, na primer pooblastilo za dovoljenje preiskave osumljene hiše (oddelek 18 PACE v Angliji in Walesu) s strani častnika inšpektorskega ranga ali pooblastilo za dovoli pridržanje osumljenca za več kot 24 ur s strani nadzornika.

## Ravnanje, odgovornost in zaupanje javnosti
Policijske službe običajno vključujejo enote za preiskovanje kaznivih dejanj, ki jih je zagrešila policija sama. Te enote se običajno imenujejo Generalni inšpektorat ali v ZDA "notranje zadeve". V nekaterih državah za take namene obstajajo ločene organizacije zunaj policije, na primer Britanski neodvisni urad za policijsko ravnanje. Vendar pa je zaradi ameriških zakonov o kvalificirani imuniteti vedno težje preiskovati in obtoževati policijsko kršenje in kazniva dejanja.
Nekatere državne in lokalne jurisdikcije, na primer Springfield v Illinoisu, imajo podobne zunanje revizijske organizacije. Policijsko službo Severne Irske preiskuje policijski varuh človekovih pravic za Severno Irsko, zunanja agencija, ustanovljena na podlagi poročila Pattena o policijskem vodenju province. V Republiki Irski Gardo Síocháno preiskuje komisija varuha človekovih pravic Garda Síochána, neodvisna komisija, ki je maja 2007 zamenjala odbor za pritožbe v Gardi.
Posebna preiskovalna enota v Ontariu v Kanadi je ena redkih civilnih agencij po vsem svetu, ki je odgovorna za preiskovanje okoliščin policije in civilistov, ki so povzročile smrt, resne poškodbe ali obtožbe o spolnem napadu. Agencija je navedla nezadostno sodelovanje različnih policijskih služb, ki ovirajo njihove preiskave.
V Hongkongu bosta morebitne obtožbe o korupciji v policiji preiskovala neodvisna komisija za boj proti korupciji in neodvisni policijski pritožbeni svet, dve agenciji, ki sta neodvisni od policije.
Zaradi dolgotrajnega upada zaupanja javnosti v organe pregona v ZDA so v obravnavi telesne kamere, ki jih nosijo policisti.

### Uporaba sile
Policisti so kritizirani tudi zaradi uporabe sile, zlasti smrtonosne. Natančneje, napetost se poveča, ko policist ene etnične skupine poškoduje ali ubije osumljenca druge. V ZDA takšni dogodki občasno sprožijo proteste in obtožbe rasizma proti policiji in obtožbe, da policijske službe izvajajo rasno profiliranje.
V ZDA od šestdesetih let dvajsetega stoletja skrb za tovrstna vprašanja vedno bolj bremenijo organe kazenskega pregona, sodišča in zakonodajne organe na vseh ravneh vlade. Nekateri trdijo, da so incidenti, kot so nemiri v Wattsu leta 1965, posnetki pretepanja leta 1991, ko so policisti Los Angelesa posneli policijo pretepati Rodneyja Kinga, in izgredi po oprostilni sodbi dokaz, da ameriški policiji nevarno primanjkuje ustreznega nadzora.
Dejstvo, da se je ta trend zgodil sočasno z vzponom gibanja za državljanske pravice, "vojno proti drogam" in hitrim porastom nasilnih kaznivih dejanj od šestdesetih do devetdesetih let, je postavilo vprašanja v zvezi z vlogo, administracijo in obsegom policijskih pooblastil vse bolj zapleteno.
Policijske uprave in lokalne oblasti, ki jih nadzirajo v nekaterih jurisdikcijah, so nekatere programe poskušale omiliti s programi za ozaveščanje skupnosti in policijskim delovanjem v skupnosti, da bi policija postala bolj dostopna vsem lokalnim skupnostim, in sicer tako, da si prizadevajo za povečanje raznolikosti zaposlovanja s posodobitvijo odgovornosti policije do skupnosti in po zakonu ter s povečanim nadzorom znotraj oddelka ali civilnih komisij.
V primerih, ko takšnih ukrepov ni bilo ali jih ni, je Ministrstvo za pravosodje Združenih držav Amerike vložilo civilne tožbe zoper lokalne organe pregona, pooblaščene po Zakonu o nasilnem kriminalu in kazenskem pregonu iz leta 1994. To je prisililo lokalne oddelke, da izvedejo organizacijske spremembe, sklenejo poravnave z odlokom o soglasju za sprejetje takih ukrepov in jih nadzorujejo s strani Ministrstva za pravosodje.
Maja 2020 je postalo priljubljeno svetovno gibanje za povečan nadzor policijskega nasilja, ki se je začelo v Minneapolisu v Minnesoti z umorom Georgea Floyda. Pozivi za defundiranje policije in popolno ukinitev policije so v ZDA dobili večjo podporo kot bolj kritiziran sistemski rasizem v policiji.

### Zaščita posameznikov
Vrhovno sodišče ZDA od leta 1855 dosledno razsodi, da uslužbenci organov pregona niso dolžni zaščititi nobenega posameznika, kljub geslu "ščiti in služi". Njihova dolžnost je uveljavljati zakon na splošno. Prvi tak primer je bil leta 1855. Najnovejše leta 2005: Castle Rock proti Gonzalesu.
V nasprotju s tem je policija v nekaterih jurisdikcijah upravičena do zaščite zasebnih pravic. Da bi zagotovili, da se policija ne bi vmešavala v redne pristojnosti sodišč, nekatera policijska dejanja zahtevajo, da se policija vmešava le v primerih, ko zaščite pred sodišči ni mogoče dobiti pravočasno in kadar brez vmešavanja policije uresničevanje zasebne pravice bi bilo ovirano. To bi na primer policiji omogočilo, da ugotovi identiteto gosta v restavraciji in jo posreduje gostilničarju v primeru, da gost ponoči ne more plačati računa, ker je bila denarnica ravnokar ukradena z restavracijske mize.
Poleg tega v ZDA obstajajo zvezne agencije za kazenski pregon, katerih poslanstvo vključuje zagotavljanje zaščite vodstvenih delavcev, kot so predsednik in spremljevalni družinski člani, obiski tujih veljakov in drugi visoki posamezniki. Take agencije vključujejo ameriško tajno službo in policijo ZDA.

## Po državah
Policijske sile običajno organizira in financira neka vladna raven. Raven vlade, odgovorna za policijo, se od kraja do kraja razlikuje in je lahko na nacionalni, regionalni ali lokalni ravni. Nekatere države imajo policijske enote, ki služijo istemu ozemlju, njihova pristojnost pa je odvisna od vrste kaznivega dejanja ali drugih okoliščin. Druge države, kot so Avstrija, Čile, Izrael, Nova Zelandija, Filipini, Južna Afrika in Švedska, imajo eno samo nacionalno policijo.
Ponekod z več nacionalnimi policijskimi silami je ena skupna ureditev civilna policija in paravojaška žandarmerija, kot sta Police Nationale in National žandarmerija v Franciji. Francoski policijski sistem se je razširil v druge države skozi napoleonske vojne in francosko kolonialno cesarstvo. Drugi primer sta Policía Nacional in Guardia Civil v Španiji. Tako v Franciji kot v Španiji civilna sila nadzoruje urbana območja, paravojaška sila pa podeželska območja. Italija ima podoben dogovor s Polizia di Stato in karabinjerji, čeprav se njihove jurisdikcije bolj prekrivajo. Nekatere države imajo ločene agencije za uniformirano policijo in detektive, na primer vojaško policijo in civilno policijo v Braziliji ter policijo Carabineros in preiskovalno policijo v Čilu.
Druge države imajo mednarodne policijske sile, vendar se njihove pristojnosti večinoma ne prekrivajo. V mnogih državah, zlasti v federacijah, sta lahko dve ali več stopenj policijske sile, od katerih vsaka služi različnim nivojem upravljanja in uveljavlja različne pododstavke zakona. V Avstraliji in Nemčiji večino policijskega nadzora izvajajo državne (tj. Provincialne) policijske enote, ki jih dopolnjuje zvezna policija. Čeprav Združeno kraljestvo ni federacija, ima podobno ureditev, kjer je za policijo odgovorna predvsem regionalna policija, na nacionalni ravni pa obstajajo posebne enote. V Kanadi je Royal Canadian Mounted Police (RCMP) zvezna policija, medtem ko se občine lahko odločijo, ali bodo vodile lokalno policijsko službo ali pa bodo lokalne policijske naloge prevzele za večje. Večina mestnih območij ima lokalno policijsko službo, medtem ko večina podeželskih območij sklene pogodbo z RCMP ali z deželno policijo v Ontariu in Quebecu.
Združene države imajo zelo decentraliziran in razdrobljen sistem kazenskega pregona z več kot 17.000 državnimi in lokalnimi organi pregona. Te agencije vključujejo lokalno policijo, okrožne organe pregona (pogosto v obliki šerifa ali okrožne policije), državno policijo in zvezne organe pregona. Zvezne agencije, kot je FBI, so pristojne samo za zvezne zločine ali tiste, ki vključujejo več kot eno državo. Druge zvezne agencije so pristojne za določeno vrsto kaznivega dejanja. Primeri vključujejo Zvezno zaščitno službo, ki patruljira in ščiti vladne stavbe; poštna policija, ki ščiti poštne zgradbe, vozila in predmete; park policija, ki varuje nacionalne parke; in policija Amtrak, ki patruljira na postajah in vlakih Amtrak. Obstajajo tudi nekatere vladne agencije, ki poleg drugih nalog opravljajo policijske funkcije, na primer obalna straža.

## Policija v Sloveniji
Glavni članek: Policija (Slovenija)
V Sloveniji je policija del Ministrstva za notranje zadeve RS. Njeno delovanje je bilo do leta 2013 opredeljeno v Zakonu o policiji (ZOP), od leta 2013 pa delovanje urejata dva zakona in sicer Zakon o nalogah in pooblastilih policije (ZNPPol) in Zakon o organiziranosti in delu v policiji (ZODPol).

Policija se v sloveniji oglaša na številko 113 ali na anonimni telefon policije 080-1200. 

### Naloge policije
Primarne naloge policije so opredeljene v 4. členu ZNPPol:
1. varovanje življenja, osebne varnosti in premoženja ljudi;
2. preprečevanje, odkrivanje in preiskovanje kaznivih dejanj in prekrškov, odkrivanje in prijemanje storilcev kaznivih dejanj in prekrškov, drugih iskanih oseb ter njihovo izročanje pristojnim organom in zbiranje dokazov ter raziskovanje okoliščin, ki so pomembne za ugotovitev premoženjske koristi, ki izvira iz kaznivih dejanj in prekrškov;
3. vzdrževanje javnega reda;
4. nadzor in urejanje prometa na javnih cestah in nekategoriziranih cestah, ki so dane v uporabo za javni promet;
5. varovanje državne meje in opravljanje mejne kontrole;
6. opravljanje nalog, določenih v predpisih o tujcih;
7. varovanje določenih oseb, organov, objektov in okolišev;
8. varovanje določenih delovnih mest in tajnosti podatkov državnih organov, če z zakonom ni drugače določeno;
9. naloge ob naravnih in drugih nesrečah;
10. izvajanje nalog, določenih v tem in drugih zakonih in podzakonskih predpisih

### Razdelitev policije
Policijo v Sloveniji vodi Generalni direktor Policije skupaj s svojimi pomočniki (Služba generalnega direktorja policije). Predlaga ga Minister za notranje zadeve potrdi pa ga vlada.
Slovenska policija svoje delo opravlja na treh ravneh: državni, regionalni in lokalni ravni.

#### Državna raven
Na državni ravni policijo razdelimo na:
- Upravo uniformirane policije (UUP),
- Upravo kriminalistične policije (UKP),
- Nacionalni forenzični laboratorij (NFL),
- Upravo za policijske specialnosti (UPS),
- Policijsko Akademijo (PA),
- Urad za informatiko in telekomunikacije (UIT).

#### Regionalna raven
Na regionalni ravni trenutno deluje 8 policijskih uprav: PU Celje, PU Koper, PU Kranj, PU Ljubljana, PU Maribor, PU Murska Sobota, PU Nova Gorica in PU Novo mesto
Policijska uprava je »območna organizacijska enota policije, ki jo vlada ustanovi na določenem območju države, določi pa tudi njen sedež. Policijske uprave so z generalno policijsko upravo povezane organizacijsko in funkcionalno. Členitev strokovnih služb na policijskih upravah je namreč prilagojena strukturi strokovnih služb generalne policijske uprave.
Na regionalni ravni policijo razdelimo na:
- Sektor uniformirane policije,
- Sektor kriminalistične policije,
- Operativno komunikacijski center,
- Službo za operativno podporo

#### Lokalna raven
Na lokalni ravni poznamo razdelitev na postaje z običajnimi nalogami in policijske postaje s posebnimi nalogami
Postaje s posebnimi nalogami razdelimo na:
- Policijsko postajo prometne policije,
- Pomorsko policijsko postajo,
- Policijsko postajo konjeniške policije,
- Policijsko postajo vodnikov službenih psov,
- Policijsko postajo mejne policije,
- Policijsko postajo letališke policije,
- Policijsko postajo za izravnalne ukrepe.